# Amdorfer Kirche

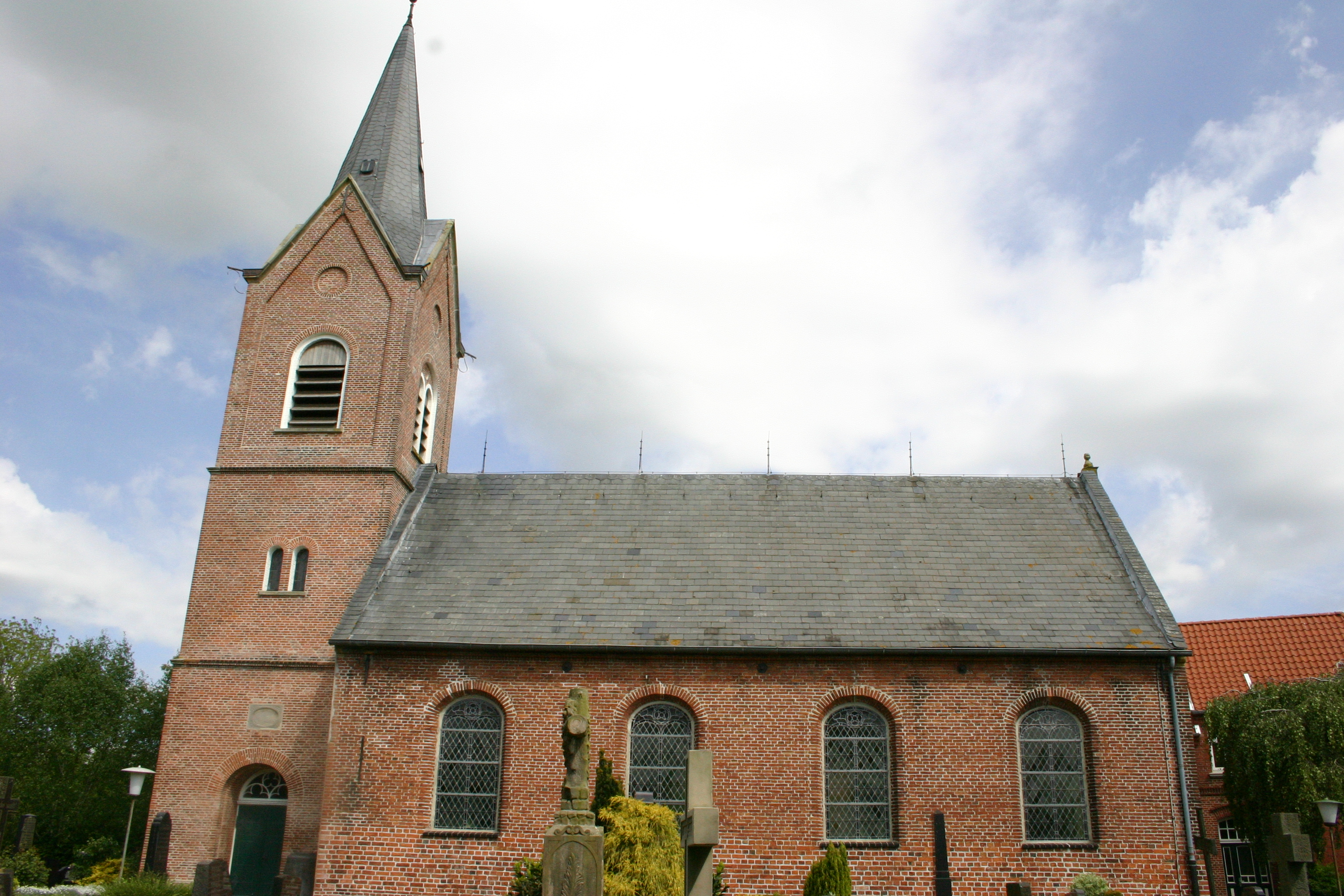
Amdorfer Kirche

Die evangelisch-lutherische Amdorfer Kirche steht in Amdorf, einem Ortsteil der Gemeinde Detern im Südwesten Ostfrieslands.

## Geschichte
Wann in Amdorf eine erste Kirche errichtet wurde, ist unbekannt. Wahrscheinlich wurde vor 1300 ein Gotteshaus gebaut, da aus dieser Zeit ein Messkelch erhalten ist, der als der älteste Ostfrieslands gilt.
Erstmals wird die Kirchengemeinde 1475 in einem Abgabeverzeichnis (Steuerliste) des Bischofs von Münster erwähnt. Die Reformation in Amdorf hat sich bis 1583 durchgesetzt, ein Verzeichnis eindeutig evangelischer Pastoren datiert aus jenem Jahr.
Im 18. Jahrhundert galt die Kirche als einsturzgefährdet, wurde 1769 abgetragen und durch einen Neubau ersetzt, wobei Ausstattungsgegenstände in den Neubau übernommen wurden.
Im Jahre 1870 wurde der Kirche ein Turm angefügt.
Am 1. Januar 1975 vereinigten sich die selbstständigen Kirchengemeinden mit jeweils eigenen Gotteshäusern in Amdorf und Neuburg zur  Kirchengemeinde Amdorf/Neuburg, die mit rund 240 Gemeindemitgliedern die kleinste im Kirchenkreis ist.

## Ausstattung

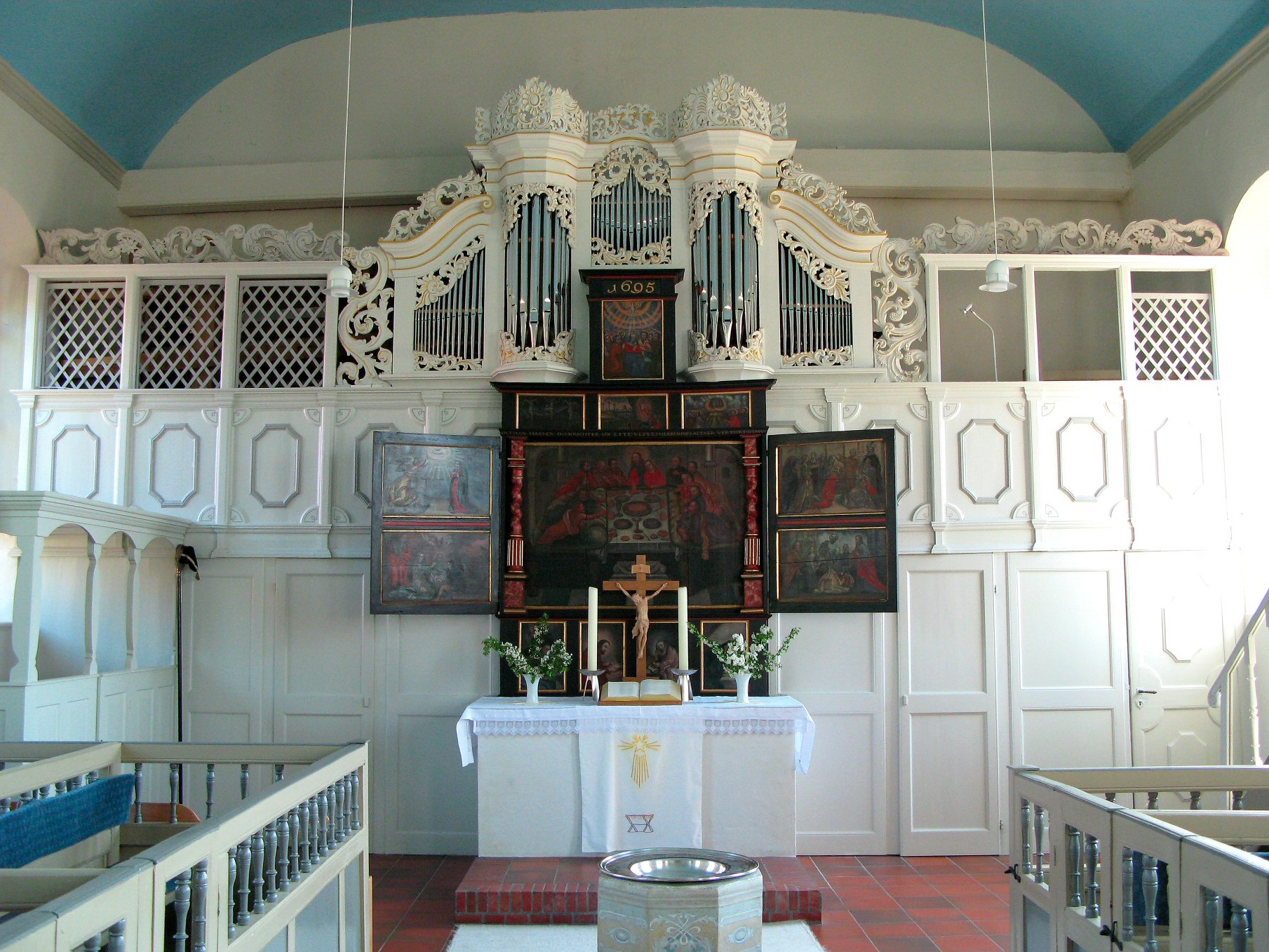
Eckmann-Orgel von 1773

Die Kanzel stammt aus dem Jahre 1658 und wurde von dem Tischler, Bildschnitzer und Maler Tönnies Mahler aus Leer geschaffen. Das Altarbild wird auf das Jahr 1695 datiert. Ein achteckiges Weihwasserbecken aus grauem Sandstein mit barocker Bemalung wird heute als Taufstein genutzt.

## Orgel
Die Orgel über dem Altar wurde im Jahre 1773 von Heinrich Wilhelm Eckmann erbaut, 1821 durch Wilhelm Eilert Schmid umgebaut und 2004/05 durch Martin ter Haseborg (Orgelbau in Ostfriesland, Uplengen) mit einer umfassenden Restaurierung wieder in ihren Originalzustand zurückversetzt. Dabei wurde auch die originale mitteltönige Stimmung wiederhergestellt. Das Instrument verfügt über neun Register auf einem Manual und angehängtem Pedal.
| I Manual CD–c3 |                     |    |      |
| 1.             | Principal           | 4′ | E    |
| 2.             | Gedact              | 8′ | E    |
| 3.             | Quintaden           | 8′ | E, H |
| 4.             | Flöte               | 4′ | E, H |
| 5.             | Quinta              | 3′ | E, H |
| 6.             | Octav               | 2′ | E    |
| 7.             | Sesquialter B/D III |    | H    |
| 8.             | Mixtur IV           |    | E, H |
| 9.             | Trompete B/D        | 8′ | H    |
|                | Tremulant           |    |      |

| Pedal CD–f0 |           |
|             | angehängt |

Anmerkungen:
E = Register von Heinrich Wilhelm Eckmann (1773)
H = Register von Martin ter Haseborg (2004/05)